# هيرمان فليشر هوست
هيرمان فليشر هوست (بالنرويجية البوكمول: Herman Fleischer Høst)‏ هو طبيب نرويجي، ولد في 12 نوفمبر 1883، وتوفي في 4 سبتمبر 1980.